# ワラカ
ワラカ（ケチュア:Warak'a、スペイン語:Huaraca）は、アンデス文明（ペルーからボリビアにかけての地域）で用いられた投石器。オンダ（Honda）の語が当てられる場合もあるが、こちらはスペイン語で投石器を意味する単語である。
組紐で編まれた投石器で、現存する最古のものとしては紀元前2500年頃のものが存在している。家畜のリャマやアルパカを誘導したり、狩猟、戦闘に用いられた。
儀典用と推定されるワラカは、形状こそ投石器のものであるが実用性よりも装飾性が重んじられていた。儀典用、実用を問わず、ヘッドバンドやたすきとしても使用されるものであった。
今なお飾り紐として、また家畜に対して用いられている。

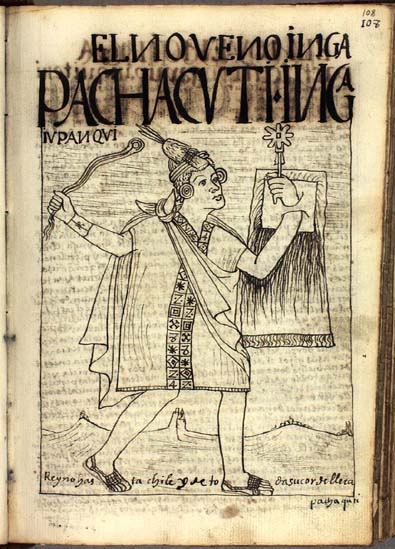
ワマン・ポマの書簡『新しい記録と良き統治』の、ワラカを構えるパチャクテクの挿絵
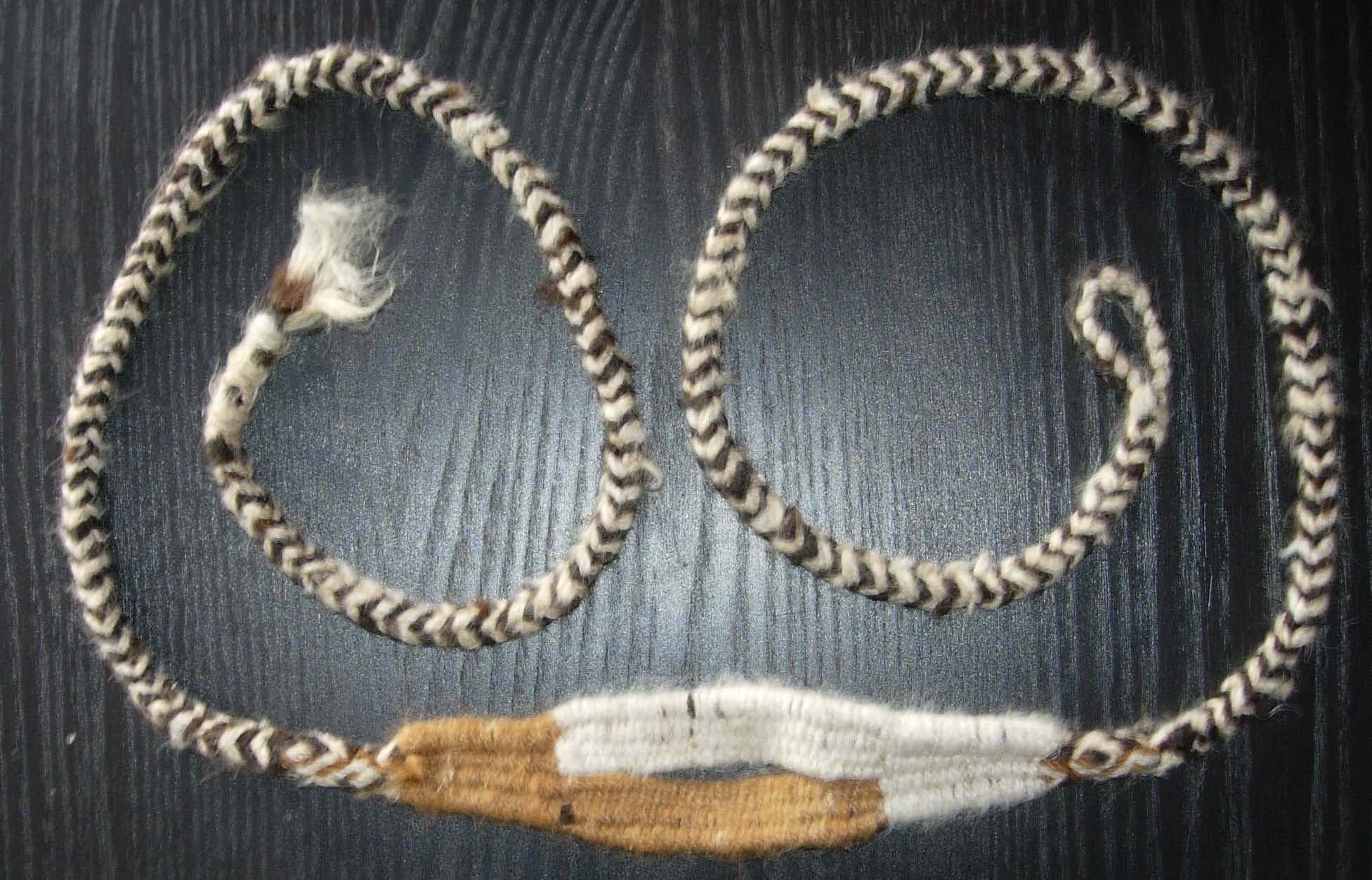
アルパカの毛糸製のワラカ
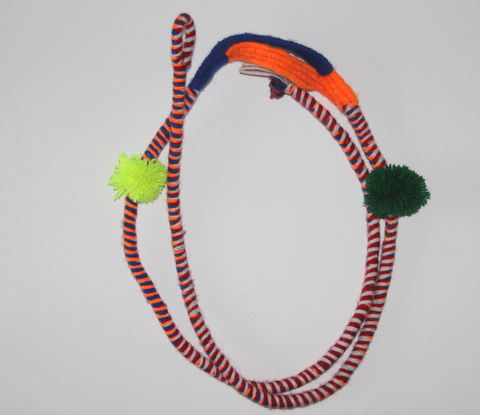
飾り紐としてのワラカ
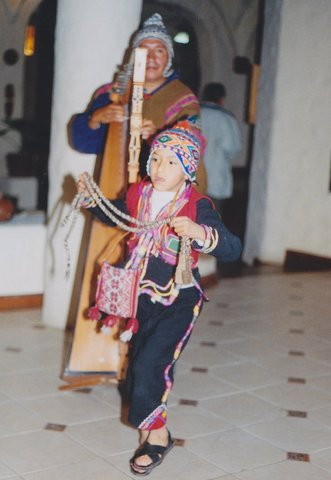
ワラカを持って踊る少年